# Дуг пољубац за лаку ноћ
Дуг пољубац за лаку ноћ (енгл. The Long Kiss Goodnight), амерички је акциони криминалистички трилер филм из 1996. године, режисера Ренија Харлина, са Џином Дејвис, Семјуел Л. Џексоном, Патриком Малахајдом и Крегом Бирком у главним улогама.
Прича прати наставницу из малог места (Дејвис), која пати од амнезије и покушава да поврати свој идентитет уз помоћ приватног детектива (Џексон), када открију мрачну заверу.

## Радња филма
Саманта Кејн је мајка и учитељица која води наизглед нормалан живот у малом граду Хонздејлу у Пенсилванији. Међутим, осим последњих осам година живота, она се ничега не сећа због амнезије од несреће. Једног дана ју је напао одбегли затвореник, против којег се успешно одбранила, несвесно користећи смртоносне технике самоодбране.
Саманта је унајмила приватног детектива Мича Хенесија, да јој помогне да открије истину о својој прошлости. Помогао јој је да ступи у контакт са мистериозним др Нејтаном Волдманом, који јој је рекао да је њено право име Шарлин (Чарли) Балтимор и да је професионални убица, који ради за ЦИА. Након тога, унајмљене убице отпочињу лов на Саманту, а бивше колеге девојке, се испоставља да су терористи, који изводе терористичке нападе уз помоћ хемијског оружја. Разни опасни изазови ступају пред њих двоје. Схвативши да не могу да дођу до хероине, отимају њену ћерку и прете да ће је убити, након чега узимају Чарли и Мича као таоце. Терористи постављају бомбу у аутомобил и детонирају је у центру града. Међутим, Чарли/Саманта је ослобођена и побеђује све терористе. У финалу, јунакиња, заједно са Хенесијем, отвара ташну са новцем, који је и сама некада скривала као агент.

## Улоге
| Глумац             | Улога                                           |
| ------------------ | ----------------------------------------------- |
| Џина Дејвис        | Саманта Кејн / Шарлин Елизабет „Чарли” Балтимор |
| Семјуел Л. Џексон  | Мич Хенеси                                      |
| Патрик Малахајд    | Лиленд Перкинс                                  |
| Крег Бирко         | Тимоти                                          |
| Брајан Кокс        | доктор Нејтан Волдмен                           |
| Дејвид Морс        | Лук / Дедал                                     |
| Г. Д. Спрадлин     | председник                                      |
| Том Амандес        | Хел                                             |
| Ивон Зима          | Кејтлин                                         |
| Мелина Канакаредес | Трин                                            |
| Алан Норт          | Ерл                                             |
| Мет Кларк          | Крег Морс                                       |
| Џозеф Мекена       | једнооки Џек                                    |